# Elaphria fuscimacula
Elaphria fuscimacula är en fjärilsart som beskrevs av Augustus Radcliffe Grote 1881. Elaphria fuscimacula ingår i släktet Elaphria och familjen nattflyn. Inga underarter finns listade i Catalogue of Life.